# Division 1 1941/42
Die Division 1 1941/42 war die dritte Austragung der französischen Fußballliga während des Zweiten Weltkriegs, der Besetzung Frankreichs durch die deutsche Wehrmacht (Sommer 1940) und der nachfolgenden Aufteilung des nach Annexion von Elsass und Teilen Lothringens verbleibenden Gebietes in eine freie, eine besetzte und – in Grenznähe zu Belgien, Deutschland und der Schweiz – eine verbotene Zone (Zone libre, Zone occupée, Zone interdite). Diese sogenannten „Kriegsmeisterschaften“ (Championnats de guerre) zwischen 1939 und 1945 zählen – anders als der Landespokal – nicht als offizielle Wettbewerbe, und die jeweiligen Sieger einer von deren Spielzeiten haben demzufolge auch keinen offiziellen Titel gewonnen. Gewinner der Nordgruppe wurde Stade Reims, Gewinner der Südgruppe der FC Sète.
Sämtliche 16 Mannschaften, die der ersten Liga in der vorangehenden Spielzeit angehört hatten, nahmen auch an dieser Ausspielung teil. Dazu kamen mit Amiens und Rennes zwei Mannschaften neu hinzu. Allerdings fehlten weiterhin Vertreter aus der grenznahen „verbotenen Zone“; in den dazugehörenden nordfranzösischen Départements Nord und Pas-de-Calais trugen zwölf Mannschaften eine eigene regionale Doppelrunde aus, deren Verlauf in der verwendeten Literatur nicht näher dargestellt wird, weil sie auch schon seinerzeit nicht als zum offiziellen Ligenbetrieb gehörig betrachtet wurde. Teilnehmer waren die US Tourcoing, aus Roubaix Excelsior, Racing und Stade Roubaisien, aus Lille der 1941 durch Fusion von Olympique und Iris Club entstandene OICL sowie der SC Fives, dazu die „Bergarbeiterteams“ Racing Lens (Sieger dieses Wettbewerbs), Stade Orchies, ES Bully, US Ouvrière Bruay, Racing Arras und die US Valenciennes-Anzin.

## Vereine
Die 18 Teilnehmer der ersten Liga wurden in zwei regionale Gruppen (Nord und Süd) aufgeteilt, deren jeweiliges Gebiet dem der besetzten beziehungsweise der unbesetzten Zone entsprach:
- Nord: Le Havre AC, FC Rouen, Racing Paris, CA Paris, Red Star Olympique, Stade Reims, Girondins AS du Port aus Bordeaux sowie die Neulinge AC Amiens beziehungsweise Stade Rennes Université Club.
- Süd: AS Saint-Étienne, Toulouse FC, FC Sète, die durch Fusion von SO Montpellier und US Montpelliéraine entstandene US Olympique Montpellier, Olympique Alès, Olympique Nîmes, Olympique Marseille, AS Cannes und OGC Nizza.

Es galt die Zwei-Punkte-Regel; bei Punktgleichheit gab der Torquotient den Ausschlag für die Platzierung.

## Saisonverlauf
Der Fußballverband hatte auf Anweisung des Sportkommissars der Vichy-Regierung die Spieldauer auf 80 Minuten reduziert und zudem verfügt, dass Profisportler – und somit auch die Spieler in der Fußballliga – im Zivilleben einen Beruf ausüben mussten.
Mit insgesamt 456 Treffern in 144 Matches ergab sich ein Mittelwert von 3,2 Toren pro Partie. Allerdings war der Unterschied zwischen der Torfreudigkeit in den beiden Gruppen signifikant: während im Norden durchschnittlich 3,6 Treffer je Begegnung zu verzeichnen waren, waren es im Süden bloß 2,8. Erfolgreichster Torschütze war José Mandaluniz von den „Roten Teufeln“ aus Rouen, der 17 Treffer und damit exakt die Hälfte der Tore seiner Mannschaft erzielte.
Zur folgenden Saison wurde die erste Division auf 32 Teilnehmer aufgestockt, nachdem ab dann auch die Vereine aus der verbotenen Zone wieder am landesweiten Spielbetrieb teilnehmen durften. Außer Lens, OIC Lille, Fives und Excelsior Roubaix kamen dadurch im Norden AS Troyes-Savinienne, US Le Mans sowie eine Peugeot-„Werksklub“-Fusion aus FC Sochaux und AS Valentigney hinzu, während im Süden die neuen Erstligisten FC Annecy, FC Grenoble, Lyon OU, AS Clermont-Ferrand, ESA Brive, USA Perpignan und AS Avignon hießen.

## Gruppe Nord
Der überraschende Gruppensieger aus Reims, in der vorherigen Saison nur im Tabellenmittelfeld angesiedelt, sicherte sich insbesondere dank seiner Auswärtsstärke (12:4 Punkte) einen knappen Vorsprung gegenüber Rouen (10:6) und Red Star (8:8). Reims und die Elf aus Saint-Ouen waren zudem auch im Pokalwettbewerb die beiden erfolgreichsten Mannschaften aus dem besetzten Landesteil. Dagegen war Neuling Amiens in dieser Gruppe sportlich überfordert, wies die torärmste Angriffs- und die schwächste Abwehrreihe auf und musste sich insgesamt mit drei Unentschieden auf der Habenseite begnügen. Aufgrund der folgenden Ligaaufstockung zog diese trostlose Bilanz allerdings hinsichtlich des Ligaverbleibs der Elf aus der Picardie keine Konsequenzen nach sich.
| Pl. | Verein                     | Sp. | S  | U | N  | Tore    | Quote | Punkte |
| --- | -------------------------- | --- | -- | - | -- | ------- | ----- | ------ |
| 1.  | Stade Reims                | 16  | 10 | 4 | 2  | 034:140 | 2,43  | 24:80  |
| 2.  | FC Rouen                   | 16  | 9  | 5 | 2  | 034:200 | 1,70  | 23:90  |
| 3.  | Red Star Olympique         | 16  | 10 | 2 | 4  | 038:210 | 1,81  | 22:10  |
| 4.  | Racing Club Paris          | 16  | 7  | 3 | 6  | 032:350 | 0,91  | 17:15  |
| 5.  | Girondins ASP Bordeaux (P) | 16  | 6  | 4 | 6  | 028:240 | 1,17  | 16:16  |
| 6.  | CA Paris                   | 16  | 5  | 3 | 8  | 020:240 | 0,83  | 13:19  |
| 7.  | Stade Rennes UC (N)        | 16  | 4  | 5 | 7  | 022:280 | 0,79  | 13:19  |
| 8.  | Le Havre AC                | 16  | 6  | 1 | 9  | 032:390 | 0,82  | 13:19  |
| 9.  | AC Amiens (N)              | 16  | 0  | 3 | 13 | 018:530 | 0,34  | 03:29  |

| (P) | amtierender französischer Pokalsieger |
| (N) | Neuaufsteiger                         |

| Nord                   | REI | ROU | RSP | RCP | BOR | CAP | REN | HAV | AMI |
| Stade Reims            |     | 0:0 | 2:0 | 5:3 | 0:2 | 1:1 | 5:0 | 3:2 | 2:0 |
| FC Rouen               | 1:1 |     | 4:1 | 4:0 | 3:1 | 3:2 | 0:4 | 4:1 | 5:1 |
| Red Star Olympique     | 2:1 | 0:0 |     | 1:1 | 2:0 | 4:2 | 3:1 | 4:1 | 9:1 |
| Racing Paris           | 0:3 | 3:1 | 3:2 |     | 3:3 | 1:3 | 1:0 | 3:1 | 3:1 |
| Girondins ASP Bordeaux | 1:2 | 0:1 | 0:3 | 3:0 |     | 0:1 | 1:2 | 5:3 | 5:0 |
| CA Paris               | 0:2 | 1:2 | 0:1 | 2:0 | 1:1 |     | 1:2 | 1:3 | 2:2 |
| Stade Rennes AC        | 0:0 | 1:1 | 0:2 | 2:2 | 1:1 | 1:2 |     | 2:2 | 4:3 |
| Le Havre AC            | 0:1 | 2:3 | 4:1 | 2:5 | 3:4 | 1:0 | 2:1 |     | 3:1 |
| AC Amiens              | 2:6 | 2:2 | 1:3 | 2:4 | 0:0 | 0:1 | 1:2 | 1:2 |     |

## Gruppe Süd
Auch in der Süd-Staffel setzte sich mit Sète eine Mannschaft durch, die zwölf Monate zuvor mit dem Gruppensieg nichts zu tun gehabt hatte, und das sogar mit deutlichem Vorsprung vor dem Zweitplatzierten aus Toulouse. Hinter diesen beiden Teams enttäuschte insbesondere der Gruppensieger des Vorjahres, Olympique Marseille, mit diesmal sogar negativem Punktverhältnis. Aus dieser Gruppe stieg ebenfalls keine Mannschaft ab, sondern es kamen ab dem Spätsommer 1942 sieben weitere hinzu.
| Pl. | Verein              | Sp. | S  | U | N  | Tore    | Quote | Punkte |
| --- | ------------------- | --- | -- | - | -- | ------- | ----- | ------ |
| 1.  | FC Sète             | 16  | 11 | 3 | 2  | 026:110 | 2,36  | 25:70  |
| 2.  | Toulouse FC         | 16  | 8  | 4 | 4  | 031:110 | 2,82  | 20:12  |
| 3.  | Olympique Alès      | 16  | 6  | 4 | 6  | 021:250 | 0,84  | 16:16  |
| 4.  | AS Saint-Étienne    | 16  | 7  | 2 | 7  | 022:300 | 0,73  | 16:16  |
| 5.  | Olympique Marseille | 16  | 5  | 5 | 6  | 031:250 | 1,24  | 15:17  |
| 6.  | AS Cannes           | 16  | 4  | 6 | 6  | 022:210 | 1,05  | 14:18  |
| 7.  | OGC Nizza           | 16  | 5  | 4 | 7  | 017:290 | 0,59  | 14:18  |
| 8.  | Olympique Nîmes     | 16  | 5  | 4 | 7  | 012:210 | 0,57  | 14:18  |
| 9.  | USO Montpellier     | 16  | 4  | 2 | 10 | 014:270 | 0,52  | 10:22  |

| Süd                 | SÈT | TOU | ALÈ | ÉTI | MAR | CAN | NIZ | NÎM | MON |
| FC Sète             |     | 1:0 | 1:0 | 3:1 | 2:2 | 0:0 | 3:1 | 4:0 | 2:1 |
| Toulouse FC         | 0:1 |     | 5:1 | 4:0 | 3:0 | 0:3 | 3:0 | 4:0 | 6:1 |
| Olympique Alès      | 2:1 | 0:0 |     | 1:2 | 3:2 | 4:2 | 4:1 | 0:0 | 4:1 |
| AS Saint-Étienne    | 1:0 | 0:4 | 1:1 |     | 4:3 | 1:0 | 3:0 | 3:0 | 2:1 |
| Olympique Marseille | 0:1 | 0:0 | 4:0 | 8:3 |     | 2:0 | 2:2 | 0:0 | 3:0 |
| AS Cannes           | 0:0 | 3:0 | 2:0 | 1:1 | 2:2 |     | 3:4 | 1:2 | 1:1 |
| OGC Nizza           | 2:3 | 0:0 | 0:0 | 2:0 | 1:3 | 0:1 |     | 1:0 | 1:0 |
| Olympique Nîmes     | 1:3 | 0:1 | 3:0 | 1:0 | 1:0 | 2:2 | 1:1 |     | 1:0 |
| USO Montpellier     | 0:1 | 1:1 | 0:1 | 1:0 | 3:0 | 2:1 | 1:3 | 1:0 |     |

## Die Spieler der Gruppensieger
Bei Reims beziehungsweise Sète waren die folgenden Spieler in Begegnungen der Division 1 zum Einsatz gekommen:
- Stade Reims: Pierre Brembilla, Louis Carrara, René Deligny, Jacques Favre, Frelin, Gillis, Hanus, Ignace Kowalczyk, Olivier, Padron, Lucien Perpère, André Petitfils, François Szego, Tobia, Spielertrainer Jules Vandooren, Vernay
- FC Sète: Charles, Pierre Danzelle, Armenak Erevanian, René Franquès, Désiré Koranyi, Mohamed Laïd, Charles Laurent, Lucien Leduc, Mainguet, Jean Mathieu, Mercier, Jean Miramon, Edmond Novicki, Pruss, Jules Robisco, Sisco, Marcel Tomazover; Trainer: René Dedieu